# پوپیلوکو
پوپیلوکو (به لهستانی:  Popielewko) یک روستا در لهستان است که در گمینا پووچن-زدروی واقع شده‌است. پوپیلوکو ۱۶۰ نفر جمعیت دارد.